# Thomas Faucheron
Thomas Faucheron est un archer français, né le 23 février 1990 à Rennes. Il est inscrit à la Compagnie d'archers de Rennes et étudiant en management et finances. En 2012, il participe à ses premiers Jeux olympiques, lors des JO 2012 de Londres.
En 2016, il commente les épreuves de tir à l'arc des Jeux Olympiques de Rio sur France Télévisions.